# کلهایم
شهر کلهایم (به آلمانی: Kelheim) در ایالت بایرن در کشور آلمان واقع شده‌است.